# Blasius Matarango
Blasius Matarango (albanisch Vlash Matrënga, serbisch Блаж Матаранго Blaž Matarango; † 1367) war ein albanischer Fürst.

## Leben
Blasius entstammte der vornehmen, in der südalbanischen Küstenregion zwischen Durazzo und Valona begüterten Adelsfamilie Matarango, deren erste bekannte Angehörige 1297 in einer Urkunde der Republik Ragusa erwähnt werden. Zeitweilig Vasallen des byzantinischen Kaisers, akzeptierten sie zu Beginn des 14. Jahrhunderts die Oberherrschaft Philipps I. von Tarent, der Durazzo 1304 für das angevinische Königreich Neapel zurückeroberte. Zwischen 1336 und 1343 wurde ihr Territorium dem expandierenden Königreich der Serben unter Stefan Uroš IV. Dušan einverleibt.
Nach Dušans Tod am 20. Dezember 1355 etablierte sich Blasius Matarango als quasi-autonomer Fürst nördlich von Valona in der Region Myzeqe (Karavasta) zwischen den Unterläufen der Flüsse Shkumbin und Seman. Er erkannte die Suzeränität des thessalischen Nemanjidenzaren Simeon Uroš Palaiologos an, der ihm 1358 für seine treuen Vasallendienste die hohe Hofwürde eines Sebastokrators zugestand, womit zugleich die Legitimität seiner Herrschaft über die griechisch-albanische Bevölkerung zusätzlich aufgewertet wurde.
Blasius Matarango starb 1367; seine Territorien fielen an den princeps Albaniae Karl Thopia.